# E572
La ruta europea E572 és una carretera que forma part de la Xarxa de carreteres europees. Comença a Trencin (Eslovàquia) i finalitza a Žiar nad Hronom (Eslovàquia). Té una longitud de 103 km. Té una orientació d'est a oest.